# Cyligramma raboudou
Cyligramma raboudou là một loài bướm đêm trong họ Noctuidae.